# 도블라토프 (영화)
도블라토프(Dovlatov)는 독일에서 제작된 알렉세이 게르만 주니어 감독의 2018년 드라마 영화이다. 아르투 베샤스트니 등이 주연으로 출연하였고 콘스탄틴 에른스트 등이 제작에 참여하였다.

## 출연

### 주연
- 아르투 베샤스트니
- 다닐라 코즐로브스키
- 밀란 매릭
- 안톤 샤긴
- 헬레나 수예츠카